# Villof
Villof fou una marca valenciana de motocicletes, fabricades a València per Vicent Llorens Ferrer entre 1949 i 1965.

## Història
L'empresa de Vicent Llorens produïa torns i maquinària similar, fins que el 1949 començà a fabricar motocicletes tot inspirant-se en les DKW alemanyes, el disseny de les quals passà a ésser de domini públic un cop Alemanya perdé la Segona Guerra Mundial.
Les Villof eren motocicletes pràctiques, sense guarniments ni elements superflus. El seu primer model, de 125 cc, no tenia canvi de velocitats i sí, en canvi, pedals practicables per si no n'hi havia prou amb la potència del motor.
A la primera edició del Ral·li Montcada - Lorda, el 1956, hi participaren dues Villof de 125 cc que varen recórrer els 2.003 km (anada i tornada) en 8 dies, del 5 al 13 de juliol.
Al llarg dels anys, Villof fabricà també un tricicle, un velomotor i diverses eines agrícoles.